# دیوید الری
 دیوید الری  (به انگلیسی: David Elleray) (زاده ۳ سپتامبر ۱۹۵۴ - دوور) داور سابق اهل انگلستان است.
وی داوری را از دهه ۱۹۸۰ شروع کرده و از سال ۱۹۹۲ تا ۱۹۹۹ میلادی در لیست داوران فیفا قرار داشته‌است.